# 矢岳 (長島町)
矢岳（やたけ）とは、鹿児島県出水郡長島町川床の長島にある標高401.9mの山である。
民放・NHKのテレビの川床中継局も設置されている。